# Чинандега
Чинанде́га (исп. Chinandega) — город в Никарагуа, административный центр департамента Чинандега

## География
Город Чинандега расположен на крайнем северо-западе Никарагуа, в 20 километрах от тихоокеанского побережья и в 134 километрах северо-западнее столицы страны — города Манагуа.
Климат — тропический, влажный. Почва здесь плодородная, что помогает собирать хорошие урожаи апельсинов, сахарного тростника, хлопка и бананов. Среднегодовая температура +28°С. Период дождей — с мая по октябрь, затем наступает засушливый период.

## История
Первое поселение на месте нынешнего города предположительно появилось в 596 году н.э. В переводе с ацтексокого языка Чинандега означает — городок пальмовых крыш. После завоевания этих территорий испанцами, с 1529 года Чинандега была резиденцией местных колониальных властей и центром обширного сельскохозяйственного района. В 1839 году она получила права города. Во время гражданской войны а Никарагуа в 1927 году значительная часть города была уничтожена пожарами, в связи с чем Чинандега получила название «города-мученика».
В 1962 году численность населения составляла 19 тыс. человек, город являлся ничем не примечательным торгово-ремесленным центром сельскохозяйственного района (и одним из центров сахарной промышленности - здесь находился крупнейший сахарный завод "Сан-Антонио").
В июне 1982 года на окраине города Чинандега начал работу советский госпиталь на 100 коек.
В 1986 году в городе Чинандега были созданы мастерские по ремонту сельскохозяйственной техники (оснащённые оборудованием из СССР).
В 1989 году к 150-летию получения городского статуса, благодаря сохранившимся архитектурным памятникам колониального периода, Чинандега была объявлена «национальным достоянием Никарагуа».
В 2007 году правительство Никарагуа приняло план развития государственной системы здравоохранения и строительства в департаментах страны новых медицинских центров (начавшийся в 2008 году экономический кризис замедлил выполнение этой программы, но в 2019 году медицинский центр начали строить и в городе Чинандега).
В городском музее Чинандеги собрана обширная коллекция экспонатов, относящихся к доколумбовой, индейской истории Центральной Америки (более 12 тыс. экземпляров).

## Города-партнёры
- Леверкузен, Германия (с 1986)
- Эйндховен, Нидерланды (с 1986)
- Молинс-де-Рей, (Испания (с 1985)
- Эпплтон, США (с 1995)